# 大新镇 (大悟县)
大新镇，是中华人民共和国湖北省孝感市大悟县下辖的一个乡镇级行政单位。

## 行政区划
大新镇下辖以下地区：
大新街道社区、石墩村、沈城村、上河村、长山村、粟谷村、余畈村、汤畈村、新河村、桃园村、江山村、窑河村、窑塘村、土桥村、向阳村、高峰村、五童村、和平村、九岗村、楼湾村、大新村、建新村、新村、新桥村、五峰村和上冲村。